# Петрівська волость Строганова
Петрівська волость Строганова — історична адміністративно-територіальна одиниця Олександрівського повіту Катеринославської губернії.
Станом на 1886 рік складалася з 5 поселень, 5 сільських громад. Населення — 3242 особи (1740 чоловічої статі та 1502 — жіночої), 392 дворових господарства.
|                     | Площа, десятин | У тому числі орної, дес. |
| ------------------- | -------------- | ------------------------ |
| Сільських громад    | 2329           | 800                      |
| Приватної власності | 8743           | 4173                     |
| Казенної власності  | —              | —                        |
| Іншої власності     | 263            | 120                      |
| Загалом             | 11335          | 5093                     |

Найбільші поселення волості:
- Петрівське (Строгонове, Балабіне) — село при річці Кашугум за 8 версти від повітового міста, 797 особа, 144 двори, православна церква, школа. За 6 верст — лісова пристань, харчевня.
- Мокре — село при річці Московка, 468 осіб, 74 двори, школа.
- Степна — село при річці Камишеватка, 544 особи, 76 дворів, школа.
- Шенензе — колонія німців при річці Московка, 309 осіб, 43 двори, молитовний будинок, школа, пивоварний завод, майстерня для облаштування жорна, лавка, постоялий двір.